# Staatsgodsdienst

Landen met een staatsgodsdienst:
Boeddhisme
Islam
Christendom

Een staatsgodsdienst of staatsreligie is de officiële godsdienst van een bepaalde, soevereine staat, of van een autonome deelstaat. Een staatskerk is een kerk die door een staat als het officiële kerkgenootschap van de staat wordt erkend. Als zodanig geniet een staatskerk een bijzondere, begunstigde positie, bijvoorbeeld door bezoldiging van staatswege van de kerkelijke ambtsdragers.

## Bevoordeling
Een officiële staatsgodsdienst heeft meer rechten en minder plichten in dit land dan andere, niet-officiële godsdiensten. Een tussenvorm bestaat ook, waarbij meerdere religies samen eenzelfde wettelijk statuut genieten dat bijvoorbeeld recht geeft op subsidies voor de bedienaren van de erediensten (zoals in België, dat geen formele staatsgodsdienst heeft), andere enkel vrijheid van godsdienst. In de VS worden dan weer uitgebreide (onder andere fiscale) voordelen gegeven aan alle geregistreerde godsdiensten, wat zelfs aanleiding geeft tot stichting van sekten waarvan dat financieel voordeel de voornaamste bestaansreden is.
De invoering van wetgeving omtrent de rechten van de mens betekent in principe dat discriminatie op onder meer religieuze gronden verboden is, waar dat vroeger in veel culturen regel was. In de meeste landen met een staatsgodsdienst is, in de praktijk, evenwel nog altijd discriminatie van andersgelovigen aan de orde van de dag.

## Staatscultus
In sommige staten is (of was) wettelijk voorzien dat de niet-naleving van bepaalde religieuze verplichtingen door de staat bestraft wordt, omdat die zich met de religie identificeerde, zoals de Romeinse keizers vóór de kerstening van het Imperium christenen vervolgden omdat die weigerden aan het vergoddelijkte staatshoofd te offeren.
Een moderne variant is dat eigenlijk alleen van de top verwacht wordt dat ze deelnemen aan bepaalde religieuze plechtigheden volgens de ritus van de staatsgodsdienst, zoals een staatsbegrafenis, kerkelijk huwelijk van koninklijken of kroningsmis.
Een bijzonder geval is de theocratie, waarbij religieuze overheden tegelijk het hoogste staatsgezag beheers(t)en, zoals de paus behalve de katholieke wereldkerk ook Vaticaanstad (vroeger omvangrijker Pauselijke Staat) regeert als absoluut kiesmonarch.
Het principe van het caesaropapisme houdt omgekeerd in dat de staat in sommige staatsgodsdiensten een dikke vinger in de pap van de religieuze hiërarchie (bijvoorbeeld een christelijke 'rijkskerk') te brokkelen heeft, vooral op het gebied van benoemingen.

## Christelijke staatsgodsdiensten

### Opkomst
In 380 werd door het keizerlijk edict Cunctos populos van Theodosius I het (katholieke) christendom voor het eerst in het Romeinse Rijk vastgelegd als staatsgodsdienst. Dit zou bovendien betekenen dat alle andere godsdiensten werden verboden en vervolgd, met uitzondering van het jodendom waaruit het christendom was ontstaan. Het Byzantijnse Rijk zette dit voort tot het Oosters Schisma in 1054, waarop het overging tot Oosters christendom.
De wens om de precieze christelijke richting van een staat vast te leggen komt vooral voort uit de Reformatieoorlogen, die in Europa bloedig woedden in de 16e en 17e eeuw. Engeland (anglicaans), Zweden, Denemarken en Noorwegen (alle drie luthers) gingen in de jaren 1530 allemaal over tot een vorm van protestantisme, en legden daarbij een staatskerk vast. Bij de Godsdienstvrede van Augsburg in 1555 werd bepaald dat men in het Heilige Roomse Rijk uitging van het beginsel Cuius regio, eius religio, wat in het kort betekent: iedere vorst bepaalde welke godsdienst er in zijn gebied werd beleden. De zuidelijke landen in het Heilige Roomse Rijk (Oostenrijk, Beieren, etc.) bleven grotendeels katholiek terwijl de noordelijke staten (Saksen, Brandenburg, Brunswijk-Lüneburg, etc.) overgingen tot het (Lutherse) protestantisme.

### Afbouw
In Europa en Zuid-Amerika hadden de meeste landen nog niet zo lang geleden nog een (katholieke, orthodoxe of protestantse) staatsgodsdienst. Omdat die botsten met de godsdienstvrijheid en met de ideeën van liberalen en socialisten die de secularisering op gang brachten is doorgaans de staatsgodsdienst geheel uit de wetgeving en het openbare leven geschrapt, zoals in alle ex-communistische landen gebeurde, in tegenstelling tot enkele West-Europese landen, zoals Denemarken en Engeland, waar hun feitelijke positie echter ook danig is uitgehold. In de Europese Unie was Spanje een van de laatste landen die het onder Francisco Franco in 1939 ingevoerde nationaalkatholicisme in 1978 met een nieuwe, niet confessionele grondwet afschafte.

### Landen met een christelijke staatsgodsdienst
Katholieke Kerk:
- Andorra
- Bolivia
- Costa Rica
- El Salvador[bron?]
- Liechtenstein
- Malta
- Monaco
- Paraguay
- Vaticaanstad (pontificaat)
- Zwitserland (sommige kantons, zie Religie in Zwitserland#Landskerken)

Anglicaans:
- Engeland (maar niet de rest van het Verenigd Koninkrijk): Het staatshoofd is ook het hoofd van de Anglicaanse Kerk.

Luthers:
- Denemarken (Deense Volkskerk)
- Finland (in beperkte mate de Evangelisch-Lutherse Kerk van Finland, samen met de Fins-Orthodoxe Kerk)
- IJsland (Evangelisch-Lutherse Kerk van IJsland)

Calvinistisch:
- Zwitserland (sommige kantons, zie Religie in Zwitserland#Landskerken)

Oosters-orthodox:
- Finland (beperkt, samen met de Evangelisch-Lutherse Kerk van Finland)
- Georgië (Georgisch-Orthodoxe Kerk)
- Griekenland (Grieks-Orthodoxe Kerk)
- Rusland (samen met boeddhisme, islam en jodendom)

### Landen die hun christelijke staatsgodsdienst hebben afgebouwd
- België (katholiek 1555-1795; Nederlands Hervormd 1816-1831/39), sinds de godsdienstvrede van Augsburg voerden de Habsburgers een beleid dat slechts het rooms-katholicisme toestond in hun erflanden, en tot 1781/2 werden andersgelovigen van staatswege vervolgd (tijdens de Tachtigjarige Oorlog gold in sommige opstandige gebieden (Gent, Antwerpen en Brussel 1581-1585) een tijdlang het omgekeerde: de roomse kerk was verboden en het calvinisme als enige officieel). Gedurende de Franse tijd in België bestond er geen staatsgodsdienst, tijdelijk zelfs vervolging van alle religie, maar tijdens het Verenigd Koninkrijk der Nederlanden trachtte koning Willem I de Nederlandse Hervormde Kerk tot staatskerk te verheffen. De Belgische Grondwet van 1831 leverde geen expliciete regeling, hoewel de artikelen 20, 21, 22 en 181 in samenhang over het algemeen gezien worden als een scheiding van kerk en staat en vrijheid van godsdienst en subsidiëring van erkende erediensten ingang vonden. Omdat België echter tot 1830 niet bestond en de NHK nooit de staatskerk is geworden heeft het juridisch gezien nooit een staatskerk gehad.
- Duitsland (verscheidene in aparte Duitse staten - 1919), sinds de Grondwet van Weimar zijn staatskerken verboden.
- Frankrijk (katholiek - 1789), volledige scheiding van kerk en staat in 1905.
- Ierland (anglicaans 1534-1869), doordat de Church of Ireland zich afscheidde van de Anglicaanse Kerk en zelf geen staatskerk werd; de huidige Republiek Ierland is echter pas in 1922 opgericht (als Ierse Vrijstaat) dus juridisch gezien heeft het nooit een staatskerk gehad. Artikel 8 van de Grondwet van de Ierse Vrijstaat verbood de vestiging van een staatskerk. Ook volgens de nieuwe Grondwet van de Republiek Ierland van 1937 mag de staat geen enkele christelijke denominatie als staatskerk aannemen (Artikel 44.2.2), maar desondanks was tot 1972 een bevoorrechte positie weggelegd voor de Katholieke Kerk "als hoeder van het geloof dat de grote meerderheid van de burgers belijdt" (Artikel 44.1.2) en werden ook de Kerk van Ierland, de Presbyteriaanse Kerk in Ierland, de Methodistische Kerk in Ierland, het Genootschap der Vrienden en de joodse congregaties en andere religieuze denominaties "bestaande in Ierland bij de inwerkingtreding van deze Grondwet" erkend (Artikel 44.1.3). In 1972 stemde 84,38% van de Ierse bevolking ten gunste van het afschaffen van de Artikelen 44.1.2 en 44.1.3, wat vervolgens het Vijfde Amendement van de Grondwet van Ierland werd in 1973.
- Italië (katholiek 1929-1984), door het Verdrag van Lateranen, dat in 1929 het katholicisme tot staatsgodsdienst van Italië maakte, maar in 1984 kwam deze bepaling door een herziening van het verdrag weer te vervallen.
- Nederland (katholiek 1555-1579; Nederduits gereformeerd/Nederlands hervormd 1579-1796; 1816-1848), sinds de godsdienstvrede van Augsburg voerden de Habsburgers een beleid dat slechts het rooms-katholicisme toestond in hun Erflanden. De Nederduitsch Gereformeerde Kerk werd in 1579 de dominante kerk in de bij de Unie van Utrecht aangesloten opstandige gewesten, hoewel dit niet bij wet vastgelegd werd en dus geen 'echte' staatsgodsdienst voorstelde. De NGK werd wel publiekelijk bevoorrecht ten opzichte van andere godsdiensten, zoals het katholicisme, dat echter wel getolereerd werd. Gedurende de Franse tijd in Nederland bestond er geen staatsgodsdienst, maar tijdens het Verenigd Koninkrijk der Nederlanden trachtte koning Willem I de Nederlandse Hervormde Kerk tot staatskerk te verheffen. In 1848 volgde de gelijkstelling van alle godsdiensten door de Grondwet van Thorbecke.
- Noord-Ierland (anglicaans 1534-1869), doordat de Kerk van Ierland zich afscheidde van de Anglicaanse Kerk en zelf geen staatskerk werd; het huidige Noord-Ierland is echter pas in 1921 opgericht dus juridisch gezien heeft het nooit een staatskerk gehad.
- Noorwegen (luthers 1537-2012), op 21 mei 2012 verloor de Kerk van Noorwegen, die sinds de Noorse Grondwet van 1814 de Lutherse staatsgodsdienst vertegenwoordigde, een groot deel van haar bevoorrechte positie maar won daardoor aan onafhankelijkheid ten opzichte van de burgerlijke overheid: alle religies in Noorwegen worden voortaan gelijk behandeld en de koning is niet langer het hoofd van de Kerk, niet langer hoeft minstens de helft van de regeringsleden Kerklid te zijn. Daartegenover zal de staat zich niet meer met de benoeming van bisschoppen en voorgangers bemoeien. Ze is nog steeds de Volkskerk en de Noorse koninklijke familie moet er nog steeds lid van zijn. Verder vermeldt de Grondwet dat de Noorse staat berust op het christelijk en humanistisch erfgoed.[1]
- Peru, het katholicisme was staatsgodsdienst in Peru tot 1933.
- Portugal (katholiek 1179-1910/76), bij de Eerste Portugese Republiek (1910-1926) afgeschaft, gedeeltelijk hersteld tijdens de Estado Novo (1933-1974); de Portugese Grondwet van 1976 voerde opnieuw een scheiding van kerk en staat door, maar de rooms-katholieke kerk behield enkele voorrechten.
- Schotland (presbyteriaans 1560-1921), slechts deels vastgelegd in officiële documenten hoewel de Kerk van Schotland zelf altijd heeft ontkend de staatskerk te zijn. Sinds 1921 is bij wet vastgelegd dat de Kerk van Schotland losstaat van de staat; de Britse soeverein, die in Engeland hoofd van de Anglicaanse kerk is, wordt echter geacht over de Schotse grens Presbyteraans te zijn.[bron?]
- Spanje (katholiek 1851-1931, 1939-1978), afgeschaft tijdens de Tweede Spaanse Republiek, hersteld tijdens Franco's Spaanse Staat; met de Grondwet van Spanje in 1978 werd een begin gemaakt met de afbouw als staatskerk, die echter nog niet voltooid is: de rooms-katholieke kerk bezit nog enkele voorrechten.
- Wales (anglicaans 1534-1920), doordat de Kerk in Wales zich afscheidde van de Anglicaanse Kerk en zelf geen staatskerk werd.
- Zweden (luthers 1530-2000)

### Overwegend christelijke landen zonder staatsgodsdienst
De Verenigde Staten werden in de 18e eeuw opgericht als een seculiere staat, en het Eerste amendement van de grondwet van de Verenigde Staten in 1791 heeft dit vastgelegd. Het artikel verbiedt het Amerikaans Congres om wetten aan te nemen die o.a. een staatsgodsdienst vastleggen of één godsdienst boven een ander plaatsen en het recht op vrijheid van godsdienst verbieden. Hoewel een meerderheid van 78,4% van de Amerikanen zichzelf christen noemt (2007), hebben zij noch enige kerkelijke instelling volgens de grondwet voorrechten op niet-christenen.
Een sinds de 2e helft van de 20e eeuw regelmatig terugkerende mythe wil echter dat het land is gegrondvest op christelijke waarden. Men verwijst daarbij regelmatig naar het nationale motto In God We Trust ("Wij vertrouwen op God"), dat op dollarbiljetten staat, en de zinsnede ...one nation under God... ("...één natie onder God...") in de Pledge of Allegiance, die in 1957 respectievelijk 1954 werden toegevoegd om zich, middels ceremonieel deïsme, tijdens het begin van de Koude Oorlog af te zetten tegen het anti-religieus regime van de Sovjet-Unie. Deze en andere zaken worden dan weer door secularisten gezien als een schending van de in het Eerste amendement vastgelegde scheiding van kerk en staat, en hieromtrent zijn dan ook al vele rechtszaken geweest.

## Islamitische staatsgodsdiensten
Soms geldt de sharia (religieuze wetgeving) als wettelijk bindend en is afdwingbaar in de gewone en/of speciale islamitische rechtbanken.
Uitzonderlijk is de islam zelfs een wezenlijk bestanddeel van de grondwettelijke staatsinrichting.

### Landen met een islamitische staatsgodsdienst
Algemeen islamitisch:
- Irak

Soennietisch (al is dat niet overal de meerderheid van de (moslim)bevolking):
- Afghanistan
- Algerije
- Bahrein
- Bangladesh
- Brunei
- Comoren
- Egypte
- Jemen
- Jordanië
- Koeweit
- Libië
- Maleisië
- Malediven
- Mauritanië
- Marokko
- Oman
- Pakistan
- Palestina
- Qatar
- Rusland (samen met de Orthodoxe kerk, boeddhisme en jodendom)
- Saoedi-Arabië (heeft de Koran als grondwet)
- Somalië
- Tunesië
- Verenigde Arabische Emiraten

Sjiietisch:
- Iran (theocratie)

### Landen die hun islamitische staatsgodsdienst hebben afgeschaft
In veel landen met een islamitische meerderheid en/of monarchie is de islam staatsgodsdienst. In veel overwegend islamitische landen met een staatsgodsdienst worden andere godsdiensten (in theorie) hoogstens getolereerd, maar is de praktijk meestal dat ze onderdrukt en gediscrimineerd worden. De Koran schrijft overigens een (historisch gezien) mild regime van tolerantie voor tegen andere "Mensen van het Boek" (christenen en joden) mits die een religieuze belasting betalen (zie dhimmi).
In Turkije stond het secularisme tot voor kort sterk door de hervormingen van Mustafa Kemal Atatürk vroeg in de 20e eeuw. In 1924 schafte Turkije het kalifaat af, in 1928 zorgde een amendement voor de verankering van het laïcisme in artikel 2 van de Turkse grondwet. Inmiddels zijn, en worden, er allerlei wijzigingen doorgevoerd om van Turkije opnieuw een islamitische staat te maken. Het gevolg is dat niet-religieuzen, zoals openlijk seculiere Turken, en religieuze minderheden, zoals islamitische Alevieten en christelijke Grieks-Orthodoxen, steeds meer te maken krijgen met discriminatie en religieuze intolerantie van de soennitische meerderheid.
- Turkije (Soennitisch (1923)-1928)

### Overwegend islamitische landen zonder staatsgodsdienst
Behalve in Turkije zijn in andere Turkse landen, Kirgizië, Kazachstan, Oezbekistan, Turkmenistan en Azerbeidzjan, kerk en staat ook streng gescheiden; deze landen hebben echter in tegenstelling tot Turkije nooit een islamitische staatsgodsdienst gehad, hun seculiere traditie komt voort uit hun vroegere lidmaatschap van de Sovjet-Unie, waar de communistische staatsideologie secularisme inhield.
Hoewel in Syrië de meerderheid soennitisch is (74%) en in Libanon verschillende islamitische stromingen samen 59% tellen, hebben beide landen een seculiere traditie. Indonesië heeft geen staatsgodsdienst, hoewel 87,2% (2011) van de bevolking moslim is (waarmee Indonesië de grootste moslimbevolking ter wereld bezit); het land heeft zes officieel erkende religies, tot een van welke iedere burger zich moet bekennen: islam, protestantisme, rooms-katholicisme, hindoeïsme, boeddhisme of confucianisme.

## Andere staatsgodsdiensten

### Landen met een boeddhistische staatsgodsdienst
- Bhutan
- Cambodja
- Rusland (samen met Orthodoxe kerk, islam en jodendom)
- Thailand

### Landen met een joodse staatsgodsdienst
- Israël, de enige moderne staat waar de religieuze autoriteiten op basis van de godsdienst (overigens in principe erfelijk langs moederszijde) recht op staatsburgerschap kunnen verlenen. Sinds oktober 2011 is het echter ook mogelijk dat men zich bij de burgerlijke stand laat registreren als hebbende 'geen geloof'; de staat beschouwt dan de burger als Jood volgens etniciteit, maar niet jood volgens religie (zie Yoram Kaniuk).
- Rusland (samen met boeddhisme, islam en de Orthodoxe kerk)

### Andere afgeschafte staatsgodsdiensten
- Mongolië: sinds 1639 werd Mongolië als noordelijke satellietstaat van het Chinese keizerrijk geregeerd door de Bogdo Gegeen, de derde hoogste geïncarneerde 'levende Boeddha'-lama van het Tibetaans boeddhisme, tot in 1924 de seculiere Volksrepubliek werd ingesteld als Sovjet-satelliet.
- Nepal: het voormalig koninkrijk Nepal (1768-2008) had het hindoeïsme als staatsgodsdienst, maar werd na een tienjarige burgeroorlog, koningsdrama en ten slotte massale antiregeringsdemonstraties op 18 mei 2006 officieel seculier, en is sinds 2008 een federale republiek.
- Tibet was eeuwenlang een boeddhistische theocratie met de dalai lama als geestelijk leider en staatshoofd, tot ze werd opgeheven toen de staat manu militari werd geannexeerd door de volksrepubliek China, die volgens de marxistische staatsideologie godsdiensten als opium van het volk aan banden legt.